# Вицкани (Ботошани)
Вицкани (рум. Vițcani) насеље је у Румунији у округу Ботошани у општини Кандешти. Oпштина се налази на надморској висини од 365 m.

## Становништво
Према подацима из 2002. године у насељу је живело 373 становника, од којих су сви румунске националности.